# St-Pierre (Assier)

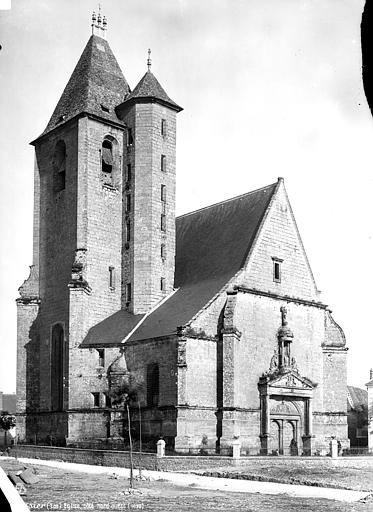
Assier – Kirche Saint-Pierre

Die Kirche Saint-Pierre in Assier ist der einzige Renaissancebau im Département Lot und einer der ungewöhnlichsten Kirchenbauten im Süden Frankreichs. Sie steht im Zentrum der Gemeinde in der Kulturlandschaft des Quercy in der Region Okzitanien und wurde bereits im Jahre 1840 in die Liste der Monuments historiques aufgenommen.

## Baugeschichte
Die Kirchenbau wurde im Jahre 1540 von dem in Assier geborenen Galiot de Genouillac (1465–1546), einem der höchsten Würdenträger Frankreichs und Berater dreier Könige (Karl VIII., Ludwig XII. und Franz I.), in Auftrag gegeben, der sie auch als seine Grablege bestimmte. Einer seiner vielen Titel bzw. Aufgaben war der eines 'Großmeisters der Artillerie von Frankreich'. Drei Jahre nach seinem Tod wurde sie vollendet. Umbauten oder Erweiterungen des ursprünglichen Kirchenbaus fanden nicht statt und so ist die Kirche von Assier ein einmaliges Zeugnis des Übergangsstils von der Spätgotik zur Renaissance.

## Architektur
Aus der Distanz wirkt der Bau wie eine recht einfache und weitgehend schmucklose gotische Kirche aus rötlichem Sandstein. Auf der Nordseite befindet sich ein hochaufragender Turm mit quadratischem Querschnitt, der von einem kleineren, polygonal gebrochenem Treppenturm und eckständigen Strebepfeilern begleitet wird. Einzige Hinweise auf Renaissanceornamentik sind das Westportal sowie die volutenartige Gebilde auf den Strebepfeilern.

### Fries

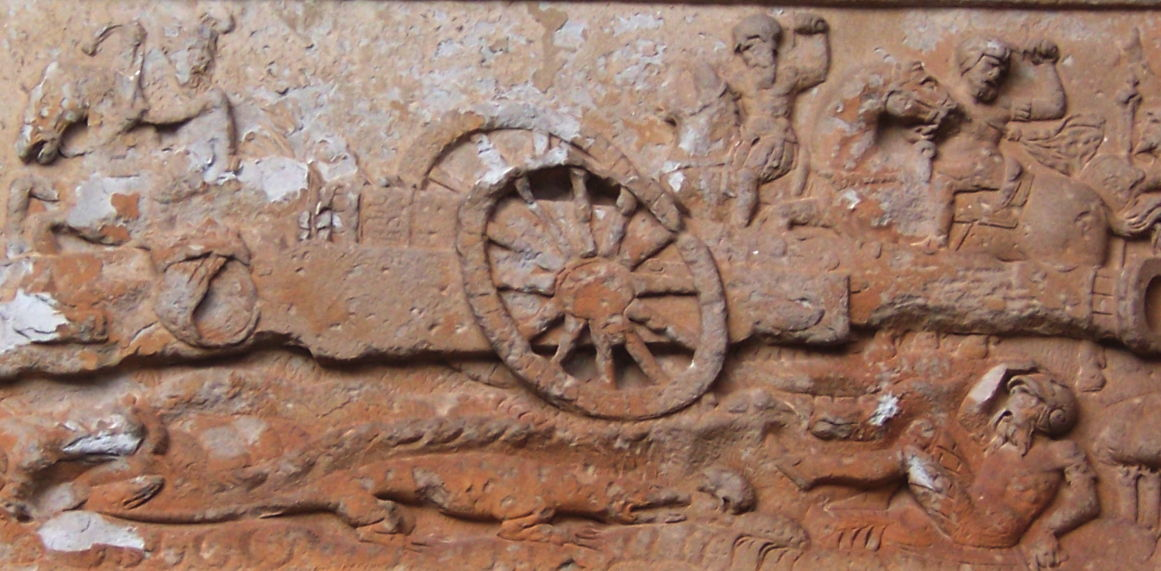
Assier, Saint-Pierre – Detail

Ein etwa 60 cm hoher und etwa 100 Meter langer Relieffries mit verschiedensten Szenen aus dem Leben von Galiot de Genouillac umzieht die gesamte Außenwand der Kirche in etwa 2,50 Metern Höhe; er ist sogar um den Turm und um die Strebepfeiler herum verkröpft. Die einzelnen Szenen zeigen die militärischen Heldentaten des Erbauers: Belagerungen von Städten und Festungen sowie Schlachten, Waffen (Kanonen etc.). Insgesamt ist der Fries ein einzigartiges Zeugnis der Wehrtechnik und der Kleidung des 16. Jahrhunderts.

### Westportal
Das doppeltürige Westportal der Kirche ist eindeutig im Stil der Renaissance gehalten – zwei seitliche Säulen tragen ein vorstehendes dreieckiges Giebelfeld mit einem überkuppelten Pavillon darüber. Das Tympanonfeld des Portals zeigt im Zentrum Maria mit dem Jesusknaben auf dem Schoß, der von zwei seitlichen Putten die Insignien Galiot de Genouillacs (Schwert, Schild und Ordenskette des von Ludwig XI. gestifteten Michaelsordens) gereicht werden. Im Figurenschmuck des Pavillons scheint sich die Szenerie des Tympanons zu wiederholen, doch ist der Erhaltungszustand der Figuren insgesamt zu schlecht.

### Innenraum
Der einschiffige, etwa 35 Meter lange und 10 Meter breite Innenraum der Kirche wird von einem Rippengewölbe überspannt, das nicht mehr – wie in der Gotik üblich – auf Halbsäulenvorlagen, sondern auf schmalen Lisenen ruht. Zwei Querhausarme öffnen das ansonsten recht schlicht gehaltene und wegen des rötlichen Sandsteins eher dunkel wirkende Kirchenschiff nach Norden und Süden; die Chorapsis hat drei doppelbahnige Fenster, deren oberer Abschluss von einem fächerförmigen Maßwerk gebildet wird.

### Grabkapelle
Die von einer Sockelmauer mit einem aufruhenden hölzernen Portikusgitter mit der Jahreszahl 1649 zum Kirchenraum hin abgegrenzte Grabkapelle befindet sich unmittelbar hinter dem Eingang auf der Nordseite des Kirchenschiffs. Das Grabmal des Erbauers an der Außenwand besteht aus einem – auf vier Säulen ruhenden – Unterbau; die 'Altar'-Platte darüber trägt die Inschrift "Après la mort bonne renommée demeure" ('Nach dem Tod bleibt das gute Ansehen erhalten'). Auf ihr befindet sich eine aus rötlichem Sandstein gestaltete Liegefigur (gisant) des Verstorbenen; das etwa 1,50 Meter hohe Relief an der Rückwand zeigt ihn in der Blüte seiner Jahre, lässig auf eine Kanone gestützt und von am Boden liegenden Kanonenkugeln, Pulversäcken und einem Harnischhelm umgeben. Der Giebel des Grabmals wird gebildet von zwei seitlich stehenden allegorischen Figuren und zwei Hunden (Symbole der Treue), die einen Schild mit der rahmenden Ordenskette des Michaelsordens halten. Das schirmartig gefaltete bzw. segmentierte Sterngewölbe der Kapelle ist einzigartig in ganz Frankreich.